# Archimede Mischi
Archimede Mischi (Forlì, 26 marzo 1885 – Forlì, 15 agosto 1970) è stato un generale italiano.
Si distinse come ufficiale del Regio esercito durante i combattimenti della Grande Guerra, dove rimase ferito più volte, e ricevette tre medagli d'argento al V.M.
Congedatosi nel 1927, l'anno successivo entrò nella Milizia Volontaria Sicurezza Nazionale, con i cui reparti prese parte alla guerra d'Etiopia e alle prime azioni di contrasto alla locale guerriglia condotta da Ras Destà. Ritornato in Patria assunse il comando della Milizia confinaria, che mantenne fino al 1943, in piena seconda guerra mondiale. Dopo la firma dell'armistizio di Cassibile aderì alla Repubblica Sociale Italiana, e fu comandante dell'arma dei carabinieri tra il 4 ottobre e l'8 dicembre 1943. Successivamente sostituì il generale Gastone Gambara nell'incarico di Capo di stato maggiore dell'Esercito Nazionale Repubblicano, mantenendo tale incarico fino al 25 aprile 1945. Caduto prigioniero degli Alleati dopo aver tentato il suicidio, fu rinchiuso nel Campo di concentramento di Coltano e poi consegnato alle autorità italiane che lo trasferirono nel carcere militare di Forte Boccea, a Roma. Sottoposto a procedimento di epurazione, il 3 dicembre 1947 fu condannato alla perdita del grado, delle decorazioni e a 18 anni di carcere, ma con successiva sentenza della Corte di cassazione in data 18 ottobre 1955 fu assolto per non aver commesso il fatto e reintegrato nel grado e nelle onorificenze. Decorato con la Croce di Cavaliere dell'Ordine militare di Savoia, con cinque Medaglie d'argento al valor militare e due Croci al merito di guerra.

## Biografia
Nacque a Forlì, il 26 marzo 1885, figlio di Ulisse e Rosa Silvagni.  Arruolatosi nel Regio Esercito nel novembre 1894 fu ammesso a frequentare la Regia Accademia Militare di Fanteria e Cavalleria di Modena da cui uscì con il grado di sottotenente, assegnato all'arma di fanteria in forza al 1º Reggimento "Granatieri di Sardegna". Nel 1908 ricevette una menzione onorevole per l'opera di soccorso prestata alla popolazione di Messina colpite dal terremoto. Promosso tenente nel luglio 1909, a partire dal settembre 1912 operò in Libia con il battaglione granatieri, rientrando in Patria nel luglio del 1913. Nel settembre dello stesso anno entrò in servizio presso il 6º Reggimento fanteria della Brigata Aosta, e il 28 dicembre successivo convolò a nozze con la signorina Michela Vitrano, dalla quale ebbe due figli. Destinato al 19º Reggimento fanteria, fu promosso capitano nel dicembre 1914.

### Prima guerra mondiale
Nel gennaio 1915 fu trasferito al 142º Reggimento fanteria della Brigata Catanzaro dove prestava servizio all'atto dell'entrata in guerra del Regno d'Italia, avvenuta il 24 maggio.
Si distinse subito il 26 luglio a Castelnuovo del Carso, dove fu decorato con la prima Medaglia d'argento al valor militare; e temporaneamente al comando di un battaglione, fu decorato con una seconda Medaglia d’argento per i combattimenti avvenuti, tra il 21 ottobre e il 1º novembre 1915, a Bosco Cappuccio, dove rimase di nuovo ferito e ottenne la promozione a maggiore per merito di guerra. Il 6 agosto 1916, sul Monte San Michele, fu ferito per la terza volta, questa volta alla spalla sinistra, meritandosi la concessione di una terza Medaglia d'argento e, nel mese di ottobre, per essersi particolare distinto nella difesa del Monte Cengio, fu insignito della Croce di Cavaliere dell'Ordine militare di Savoia. Il 26 gennaio 1917 passò in forza al 90º Reggimento fanteria della Brigata Salerno, comandandone un battaglione rinforzato durante l'attacco alle trincee nemiche site a Hudi Log (Monte Ermada), sul Carso, venendo decorato con la quarta Medaglia d'argento al valor militare e riportando una ferita al braccio sinistro che gli causò una permanente invalidità. Ricoverato in un ospedale militare, il 25 novembre fu promosso tenente colonnello e il 3 luglio 1917 fu assegnato in servizio presso il deposito fanteria di Genova. Successivamente le sue precarie condizioni di salute lo obbligarono a un lungo periodo di permanenza presso il centro fisioterapico del VII Corpo di armata, durata dal 14 agosto 1918 al 6 dicembre 1919.
Il 6 dicembre 1919 fu assegnato in servizio presso il deposito dell'81º Reggimento fanteria "Torino" di guarnigione a Roma, messo a disposizione del Ministero degli interni, venendo temporaneamente trasferito al 226º Reggimento fanteria in data 19 ottobre 1920 e, dieci giorni dopo, al 6º Reggimento fanteria di stanza a Palermo. 
A Palermo il 7 luglio 1921 fu nominato giudice supplente presso il Tribunale militare speciale, mantenendo questo incarico fino al 4 maggio 1924.

### Nel fascismo
Iscrittosi al Partito Nazionale Fascista nel 1922, partecipò alla marcia su Roma. 
Il 22 ottobre 1922 venne assegnato alla locale Scuola allievi ufficiali di complemento e sottufficiali dove rimase fino al 14 marzo 1926 quando, a domanda, fu posto in aspettativa per la riduzione dei quadri. Posto in posizione ausiliaria, il 2 febbraio 1927 fu promosso colonnello e il 27 aprile successivo, con il grado equivalente di console, entrò nella Milizia Volontaria Sicurezza Nazionale assumendo il comando della 171ª Legione CC.NN. "Vespri di Palermo". Fece domanda di partire per la Libia, al fine di partecipare alle operazioni di riconquista della colonia, ma non fu accontentato. 
Nel 1928 incontrò per la prima volta Benito Mussolini a Roma, che lo incaricò di riorganizzare la 82ª Legione CC.NN. "Benito Mussolini" di Forlì, incarico che portò a termine nonostante alcune resistenze dell'ambiente politico locale. Nel gennaio 1929 entrò a far parte del Direttorio federale, e nel settembre dello stesso anno divenne presidente della Federazione provinciale dei combattenti. Nel marzo 1930 fu nuovamente ricevuto da Mussolini, al quale espresse di nuovo il desiderio di partire per la Libia, ma il Duce lo destinò al comando della 80ª Legione CC.NN. "Alessandro Farnese" di Parma.
Nell'ottobre 1932 venne richiamato in servizio temporaneo presso il Regio Esercito per conto e a disposizione del Ministero delle Colonie, venendo inviato in Cirenaica al comando della 2ª Legione libica della MVSN "Berenice". In Libia, tuttavia, le operazioni belliche per la riconquista della colonia erano terminate ed egli prestò servizio di guarnigione coloniale, e nel settembre 1934 fu promosso console generale della Milizia e, il 20 giugno 1935, divenne generale di brigata del Regio Esercito per meriti eccezionali.
In vista dello scoppio della guerra d'Etiopia, il 3 giugno 1935 fu destinato, in qualità di vicecomandante, a prestare servizio presso la 3ª Divisione CC.NN. "21 aprile", sbarcando in Eritrea il 12 settembre. Durante le operazioni belliche si distinse particolarmente il 29 febbraio 1936 ad Acab Saat, venendo decorato con la quinta Medaglia d’argento al valor militare. Dopo la fine delle ostilità rimase Africa Orientale, assumendo il comando, il 25 settembre 1936, della 6ª Divisione CC.NN. "Tevere" con cui partecipò alle operazioni contro le truppe fedeli a Ras Destà. Promosso successivamente luogotenente generale della MVSN il 21 giugno 1937, e generale di divisione dell’esercito a novembre, nel mese di dicembre assunse l'incarico di Ispettore delle Camicie nere in Africa Orientale Italiana reggendo al contempo il comando della 6ª Brigata mista CC.NN. "Tevere". Durante la sua permanenza in A.O.I. svolse anche mansioni politico-amministrative quale commissario, dapprima a Moggio e poi a Dessiè. Rientrò in Italia il 1º settembre 1938.

### Seconda guerra mondiale
Nel maggio 1939 fu nominato comandante della Milizia confinaria, il cui come compito istituzionale era la sorveglianza delle frontiere terrestri del Regno per impedire espatri e ingressi clandestini, che aveva il comando a Torino e disponeva di quattro legioni dislocate lungo tutto l'arco alpino con complessivi 120 ufficiali e 2.200 tra sottufficiali e militi. Tranne un periodo tra il gennaio e l'ottobre 1941, in cui fu distaccato come ufficiale di collegamento della Milizia presso l'11ª Armata, sul fronte greco-albanese, fu comandante della Milizia confinaria sino al 1943. Promosso generale di corpo d'armata il 1º gennaio 1942, durante la fase finale del suo periodo di comando la Milizia confinaria fu impegnata in numerosi scontri, con i partigiani jugoslavi nella Venezia Giulia e nelle zone annesse di Fiume e Lubiana.
Poco dopo la caduta del fascismo, il 9 agosto 1943, lasciò il comando della Milizia confinaria passando a disposizione del comando generale della Milizia.

#### Nella RSI
Dopo la firma dell'armistizio dell'8 settembre 1943 si presentò, a Roma, al Maresciallo d'Italia Rodolfo Graziani che il 3 ottobre lo nominò comandante generale dell'Arma dei carabinieri, incarico assunto il giorno successivo. Lasciò la Capitale per conferire con Mussolini, che al momento si trovava alla Rocca delle Caminate, sia per motivi personali, ed era assente da Roma quando, il 6 ottobre, il comando tedesco impose alle locali autorità militari della Repubblica Sociale Italiana (RSI) il disarmo e l'internamento in Germania dei carabinieri che risultavano presenti nella Capitale. La notizia dell’accaduto, diffusasi in tutta Italia, rese molto difficili i suoi tentativi di inserire l’Arma nella nuova realtà politica. 
Nonostante i suoi contatti con il Duce  e con Karl Wolff, l'8 dicembre fu istituita la Guardia Nazionale Repubblicana dove dovevano confluire i reparti della Milizia Volontaria Sicurezza Nazionale, dei Carabinieri e della Polizia dell'Africa Italiana.
Nei mesi successivi ricoprì una posizione defilata presso l'Ufficio stralcio dei carabinieri, venendo nominato il 2 gennaio 1944 presidente della commissione incaricata della revisione dei quadri degli ufficiali del Regio Esercito che volevano transitare nel neocostituito Esercito Nazionale Repubblicano. Il 14 maggio, ammalatosi il Capo di stato maggiore dell'ENR generale Gastone Gambara egli fu destinato a sostituirlo. Non avendo frequentato la Scuola di guerra, né alcun altro corso sostitutivo, si sentiva impreparato a ricoprire tale incarico, data anche la posizione subalterna delle forze armate della RSI rispetto ai comandi tedeschi. Lo Stato maggiore repubblichino, per quanto atteneva ai piani operativi e all'impiego delle truppe al fronte contro gli Alleati, non aveva alcuna autonomia e i suoi sforzi si orientarono principalmente al contrasto dell'attività partigiana. Alla fine di luglio, pur conservando la carica di Capo di stato maggiore, ebbe l'ordine diretto da Graziani di "normalizzare" il Piemonte utilizzando una divisione che sarebbe stata appositamente costituita a tale scopo. In tale regione esercitò prevalentemente la sua attività, continuando comunque a tenere una serie di rapporti con i comandanti delle altre zone militari, e cercando di mantenere l'unità di indirizzo dei diversi reparti attraverso una serie di ispezioni, l'ultima delle quali, svoltasi a fine del marzo 1945, presso le truppe, sotto il comando tedesco, dislocate lungo il litorale adriatico.
Ripiegato da Milano a Lecco, contrario al "Ridotto della Valtellina", il 25 aprile 1945 tentò il suicidio tagliandosi le vene presso l'Albergo Moderno. Ricoverato in ospedale in stato di coma, appena ripresosi fu rinchiuso nel Campo di concentramento di Coltano e poi consegnato dagli Alleati alle autorità italiane.

### Dopoguerra
Rinviato a giudizio davanti alla Corte di assise speciale di Torino per una serie di reati legati alla sua attività nella RSI, e al suo comando in Piemonte, il 3 giugno 1947 chiese ed ottenne che la Corte di cassazione spostasse il suo processo, per legittima suspicione, presso la sezione speciale della Corte di assise di Roma. Il processo fu celebrato tra il 13 novembre e il 3 dicembre 1947, con il pubblico ministero che richiese la pena di morte. La sentenza, che lo proscioglieva da alcuni capi di imputazione, lo condannò a diciotto anni di carcere, di cui sei gli furono condonati, oltre alle pene accessorie. Rinchiuso nel carcere militare di Forte Boccea, un successivo ricorso in Corte di Cassazione fu respinto il 27 aprile 1949, ed egli venne definitivamente scarcerato nel gennaio 1950. Proseguendo l'iter giudiziario dei suoi ricorsi, il 3 giugno 1952 ricevette la piena riabilitazione dalla Corte di appello di Roma, e il 18 ottobre 1955 la Corte di cassazione annullò la sentenza emessa nel 1947 per non aver commesso il fatto. Stabilitosi a Forlì si iscrisse alla locale sezione del Movimento Sociale Italiano, spegnendosi nella sua città il 15 agosto 1970.

### Annotazioni
1. ↑  Tra il 17 dicembre 1918 e il 1º aprile 1919 prestò servizio presso la sottocommissione addetta all'interrogatorio degli ex prigionieri rimpatriati, a Firenze.
2. ↑  Con molta probabilità per l'organizzazione della Regia Guardia di Pubblica Sicurezza.
3. ↑  A causa di ciò si rese necessario mobilitare e costituire un apposito battaglione CC.NN "M"
4. ↑  Scrisse in un promemoria a Mussolini sulla situazione dell'arma dei carabinieri: dai miei contatti ho avuto la sensazione precisa che l'attaccamento dinastico sia decaduto dall'animo della generalità di essi, sia per spontanea avversione spirituale provocata dal tradimento del re; vuoi per l'accorta considerazione che comunque la guerra si concluda, nessun ritorno del re sarà mai più possibile.

### Fonti
1. ↑  Generals.
2. 1 2 3 4 5 6 7 8 9 10 11 12 13 14 15 16 17 18 19 20 21 22 23 24 25 26 27 28 29 30 31  http://www.treccani.it/enciclopedia/alessandro-mischi_(Dizionario-Biografico)
3. 1 2 3 4 5 6 7 8 9 10 11 12 13 14 15 16 17 18  Fondazione RSI.
4. ↑  Gasparini, Razeto 2015, p. 84.
5. ↑   Archimede Mischi, su quirinale.it. URL consultato il 19 agosto 2020.
6. ↑  Gazzetta Ufficiale del Regno d'Italia n. 43 del 21 febbraio 1936, pag. 484.
7. ↑  Bollettino Riservato delle nomine, promozioni, ecc, 6 aprile 1917, dispensa 14ª, foglio 97.
8. ↑  Bollettino Ufficiale 8 agosto 1935, dispensa 54ª, pag. 3029,  registrato alla Corte dei Conti addì 8 luglio 1935, registro n. 17, foglio 340.